# Nya Sällskapet
För andra sällskap med liknande namn, se Sällskapet.

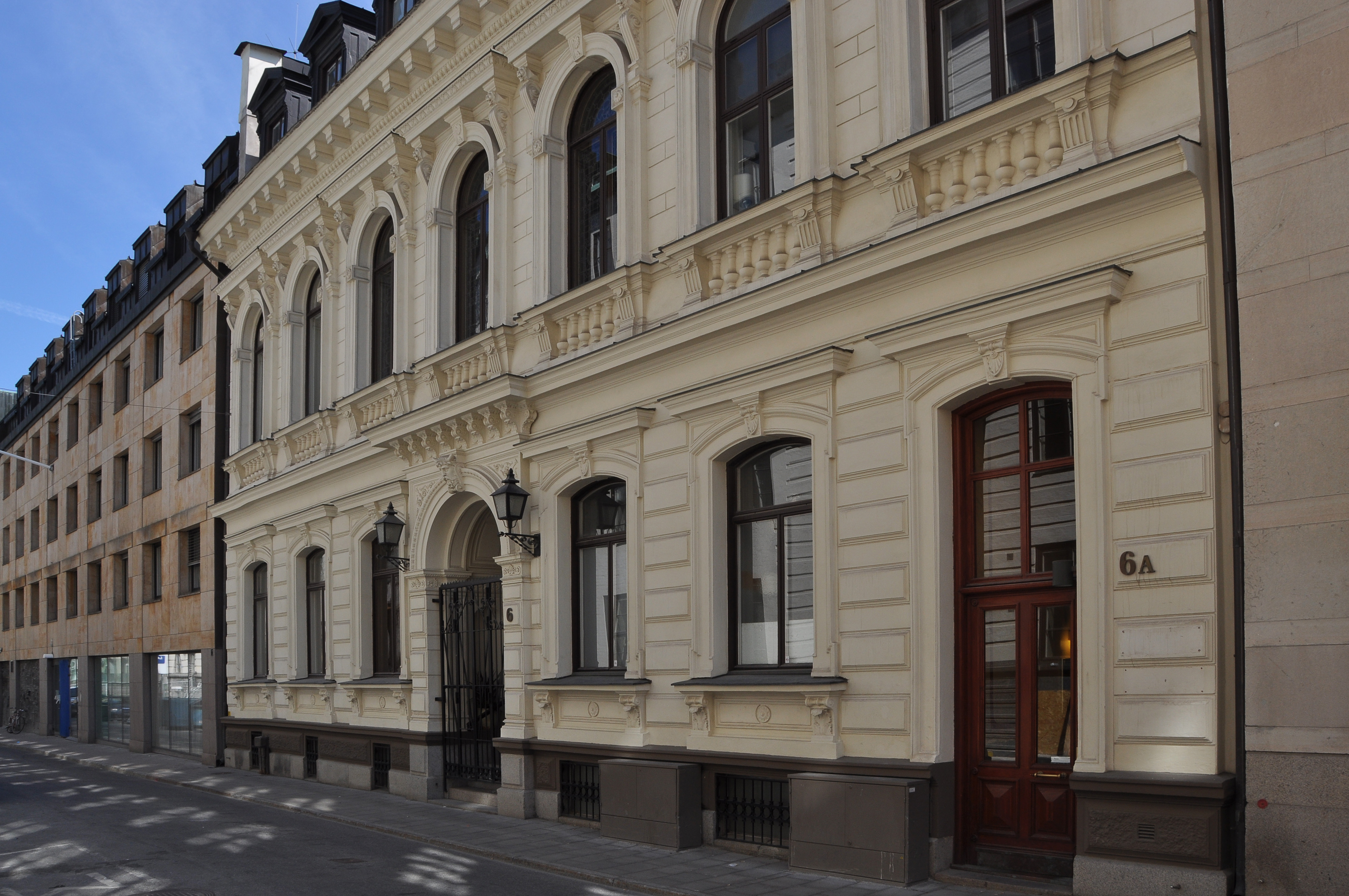
Nya Sällskapets nuvarande lokaler på Västra Trädgårdsgatan 6

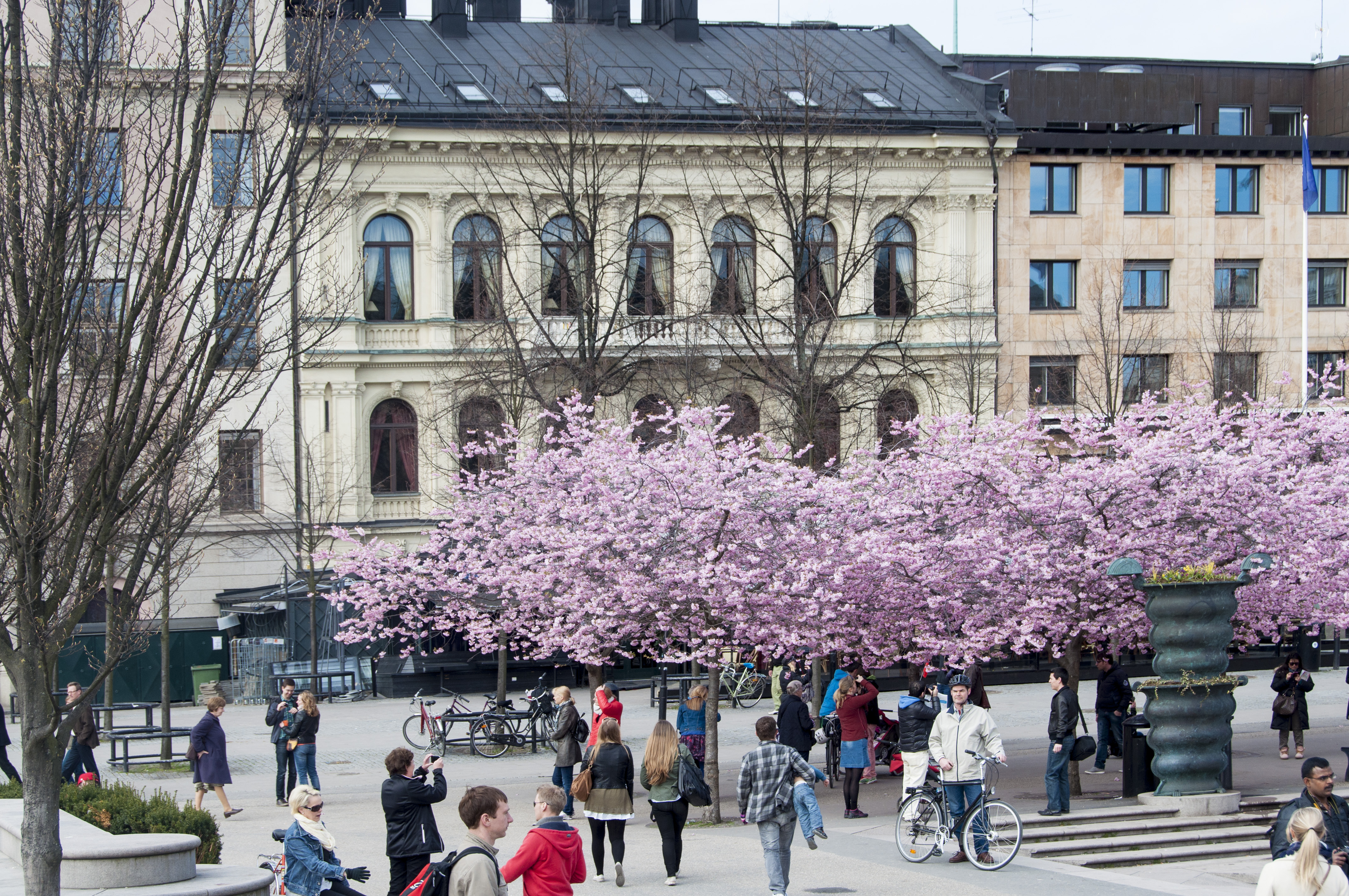
Fasad mot Kungsträdgården.

Nya sällskapet är en svensk herrklubb bildad i Stockholm 1874 i syfte att "bereda tillfälle till gemensamt umgänge inom en sluten krets". 
Antalet ledamöter angavs de första åren till högst 100, förutom ackrediterade utländska ministrar. Sedan 1992 är gränsen fastlagd till 400 ledamöter. För inträde som ledamot krävs skriftligt förslag hos direktionen av två ledamöter, som personligen väl känner den föreslagne och som varit ledamöter i minst två år.
Lokalerna hålls normalt öppna under vardagar mellan kl. 11 och 15, men har stängt under sex veckor under sommaren. Lunch serveras mellan kl. 12.15 och 14.00.

## Historia
Sällskapet leder sina anor tillbaka till 1850-talets Stockholm, då ett mindre antal högre ämbetsmän och andra framstående herrar började träffas för att diskutera allvarliga och lättare ämnen samt idka kort- och biljardspel för att fördriva lediga stunder. Sammankomsterna var informella till sin karaktär och efter några år decimerades sammanslutningen betydligt. Några av herrarna enades då om att liera sig med några i riksdagen verkande personer för att instifta en till antalet ledamöter mindre klubb än den sedan år 1800 verkande herrklubben Sällskapet.
I november 1873 utsände hovmarskalken friherre Knut Åkerhielm, majoren greve Axel von Rosen, hovrättsrådet Otto Forssell, kammarherren friherre Claës von Mecklenburg och kammarherren greve Nils Gyldenstolpe en inbjudan till 42 herrar, bosatta i huvudstaden, att inträda i en mindre herrklubb. Dessutom sändes en inbjudan till 31 herrar från landsorten som man tänkte skulle vara intresserade av att inträda i sällskapet.

## Klubbhus

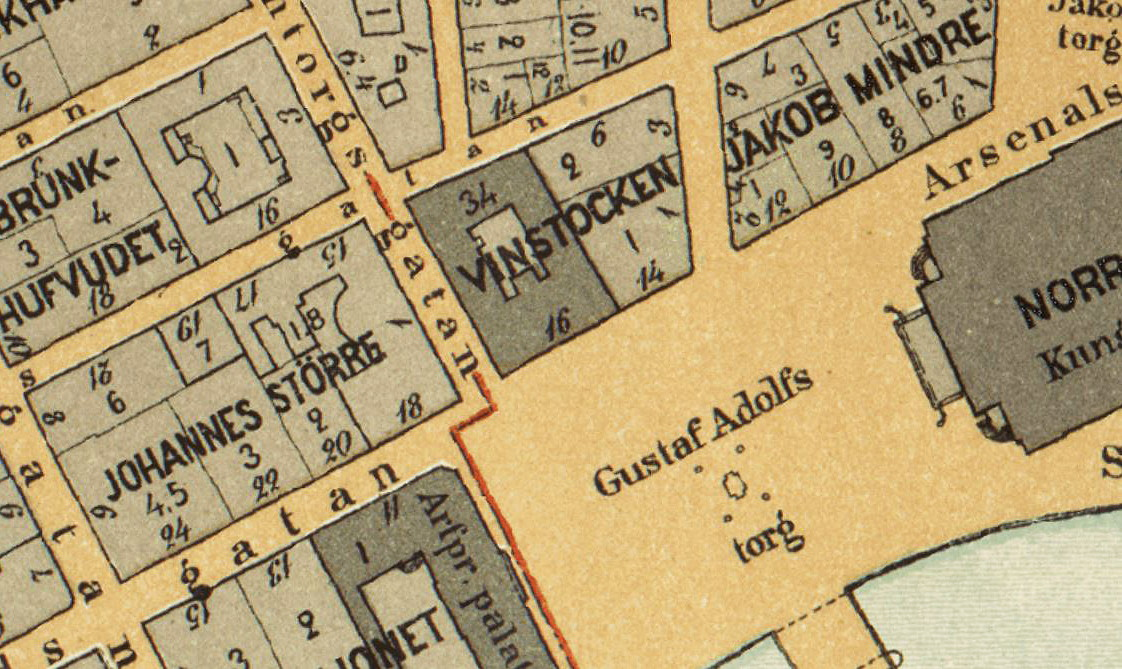
Gustav Adolfs torg år 1899.

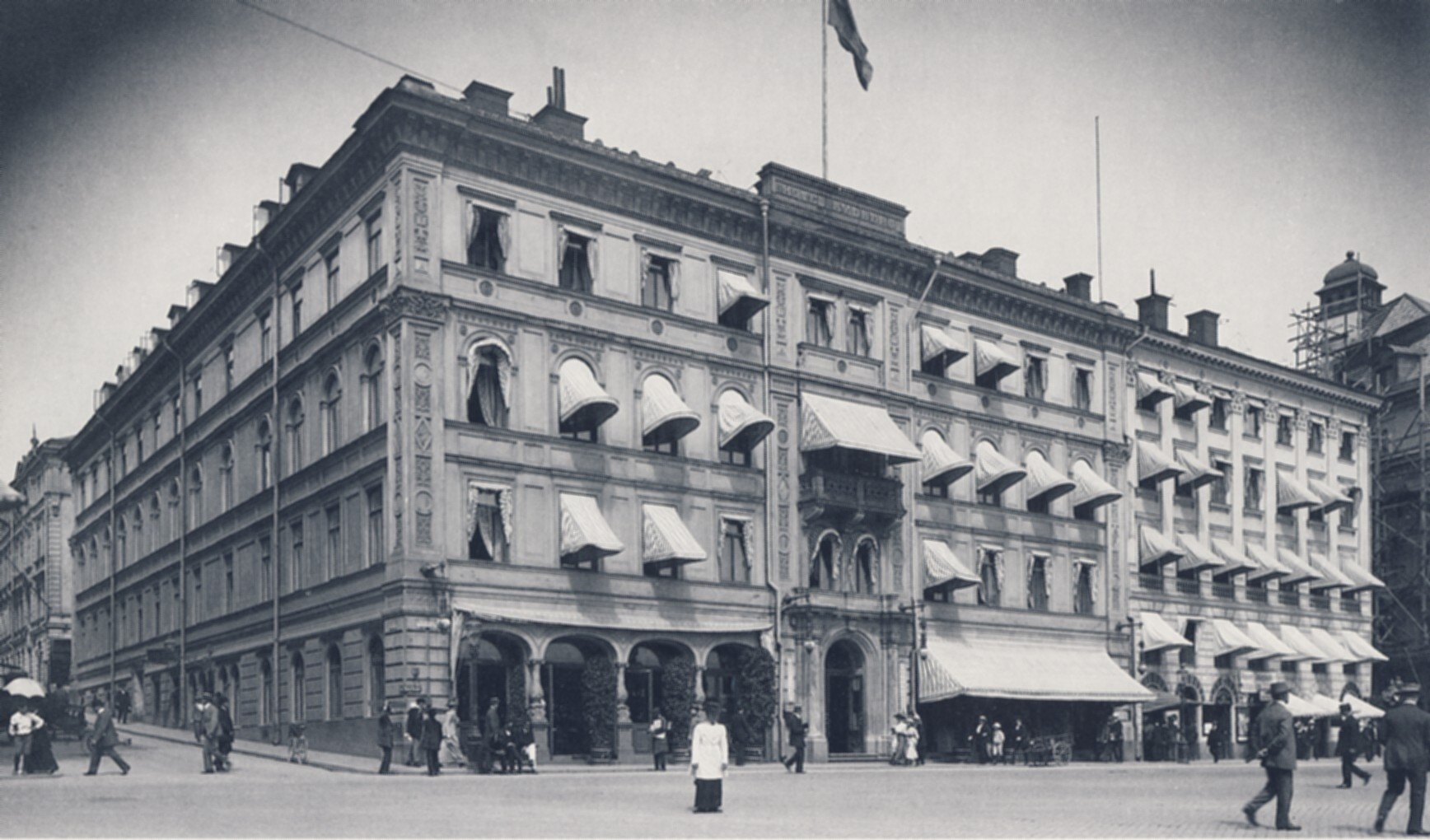
Hotell Rydberg strax före rivningen 1914.

Sällskapet instiftades den 18 januari 1874 i en förhyrd lokal i hus nr. 12 (kvarteret Jakob Mindre) vid Gustav Adolfs torg. De närmaste åren därefter höll sällskapet sina sammankomster på Hotell Rydberg, men flyttade i mitten av 1870-talet till Gustavianska operahuset.
Snart väcktes dock tanken på en egen fastighet och år 1882 bildades ett aktiebolag kallat Nya Casino för uppförandet. Greve Carl von Platen köpte en tomt och överceremonimästaren Robert Sager gavs, i egenskap av ordförande i sällskapets byggnadskommitté, uppdrag att sköta bygget. Arkitektuppdraget gick till bröderna Axel och Hjalmar Kumlien. Den 1 oktober 1883 kunde sällskapet flytta in i det nya huset på Västra Trädgårdsgatan 6 i kvarteret Kungliga Trädgården.
Byggnadens fasader är rikt artikulerade och putsarkitekturen anknyter till venetiansk senrenässans. Invändigt finns välbevarad ursprunglig interiör med trapphus, matsal och klubbrum. Det höga kulturhistoriska värdet huset anses besitta gjorde att det år 2000 förklarades för byggnadsminne.

## Ordförande i Nya Sällskapet
- H.E. Utrikesministern greve Baltzar von Platen (1874–1875)
- Översten greve Ludvig af Ugglas (1875–1880)
- Presidenten Ludvig Teodor Almqvist (1880–1881)
- Generalen greve Sven Lagerberg (1881–1905)
- Landshövdingen greve Robert De la Gardie (1905–1907)
- Generaldirektören Alfred Lagerheim (1907–1914)
- Överståthållaren Robert Dickson (1914–1924)
- Amiralen greve Carl August Ehrensvärd (1924–1944)
- Justitierådet Axel Afzelius (1944–1955)
- Ambassadören Gustaf von Dardel (1956–1966)
- Överceremonimästaren Alexis Aminoff (1966–1977)
- H.E. Riksmarskalken Gunnar Lagergren (1977–1983)
- Kammarrättspresidenten Henry Montgomery (1983–)
- Direktören Henric Ankarcrona
- Friherre Otto von Platen
- Herr Sten Ankarcrona

### Webbkällor
- Nya sällskapet i Nordisk familjebok (andra upplagan, 1914)